# Hitman Go
Hitman Go est un jeu vidéo de puzzle développé par Square Enix Montréal et édité par Square Enix, sorti en 2014 sur Windows, Linux, PlayStation 4, PlayStation Vita, iOS, Android et Windows Phone.
Le jeu a été porté en réalité virtuelle sous le titre Hitman GO: VR Edition sur Oculus Rift et Samsung Gear VR.
D'autres licences de Square Enix ont été déclinées suivant le même concept, c'est le cas de Lara Croft Go et Deus Ex Go.
Hitman Go n'est pas compatible avec la PS5 en mode émulation PS4

## Accueil
- Jeuxvideo.com : 16/20[1] - 16/20 (Definitive Edition)[2]